# Ge (geslacht)
Ge is een geslacht van vlinders uit de familie van de dikkopjes (Hesperiidae). De wetenschappelijke naam is voor het eerst geldig gepubliceerd in 1895 door Lionel de Nicéville. Hij plaatste als eerste soort in het geslacht Ge geta, een nieuwe soort die was aangetroffen in Penang (Maleisië) en Noordoost-Sumatra.